# Тетерештій-де-Сус
Тетерештій-де-Сус (рум. Tătărăștii de Sus) — село у повіті Телеорман в Румунії. Входить до складу комуни Тетерештій-де-Сус.
Село розташоване на відстані 77 км на захід від Бухареста, 51 км на північ від Александрії, 104 км на схід від Крайови, 144 км на південь від Брашова.

## Населення
За даними перепису населення 2002 року у селі проживали 1342 особи.
Національний склад населення села:
| Національність | Кількість осіб | Відсоток |
| -------------- | -------------- | -------- |
| румуни         | 1084           | 80,8%    |
| цигани         | 258            | 19,2%    |

Рідною мовою назвали:
| Мова      | Кількість осіб | Відсоток |
| --------- | -------------- | -------- |
| румунська | 1091           | 81,3%    |
| циганська | 250            | 18,6%    |